# Anatemnus reni
Espèce
Anatemnus reni est une espèce de pseudoscorpions de la famille des Atemnidae.

## Distribution
Cette espèce est endémique du Yunnan en Chine. Elle se rencontre dans le xian de Mengla.

## Description
Le mâle holotype mesure 4,68 mm.

## Systématique et taxinomie
Cette espèce a été décrite par Gao et Zhang en 2016.

## Étymologie
Cette espèce est nommée en l'honneur de Guo-dong Ren.

## Publication originale
- Gao & Zhang, 2016 : « First report of the genus Cardiolpium (Pseudoscorpiones: Olpiidae) from China, with description of a new species. » Ecologica Montenegrina, vol. 7, p. 298–304 (texte intégral).